# Franz Martin Drexel
Franz Martin Drexel (später auch: Francis Martin Drexel, * 7. April 1792 in Dornbirn, Hatlerdorf; † 5. Juni 1863 in Philadelphia, Pennsylvania) war ein österreichisch-US-amerikanischer Maler und Bankier.

## Leben

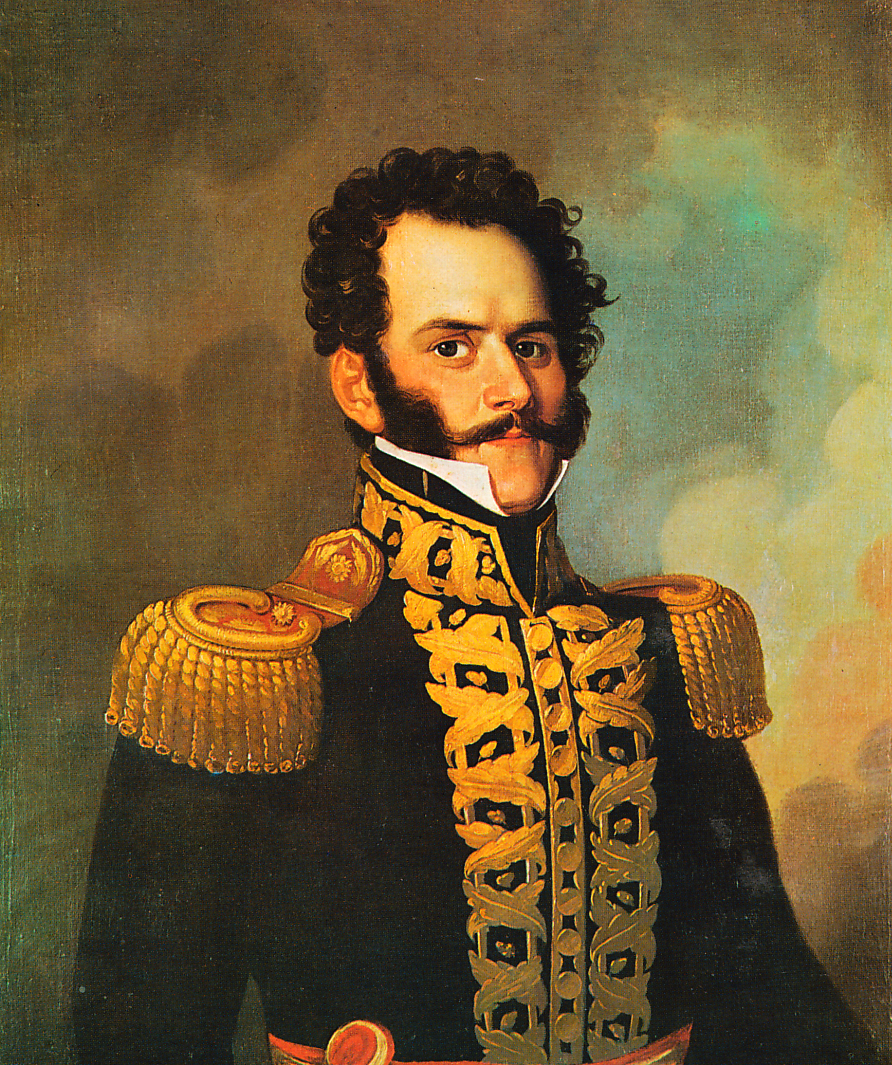
Porträt des Peruaners Blas Cerdeña, gemalt von Franz Martin Drexel

Franz Martin Drexel wurde als Sohn des Kaufmanns Franz Josef Drexel (5. Februar 1762–1820) und der Magdalene Drexel (geb. Wilhelm, 6. Februar 1767–1832) geboren.
Drexel ging 1803 mit elf Jahren in die Klosterschule von Saronno (bei Turin, Italien) um Italienisch, Französisch und die Grundlagen für den Kaufmannsberuf zu lernen. Bei seiner Rückkehr 1809 nach Österreich war dieses von Frankreich/Bayern besetzt und um dem Militärdienst zu entgehen, ging er in die Schweiz und nach Paris. 1812 lebte er unter anderem in Bern und setzte sein Studium der Malerei fort. Um 1815, nachdem Vorarlberg wieder zu Österreich gehörte, lebte er kurze Zeit in Dornbirn und versuchte sich als Porträtmaler. Am 2. April 1817 verließ er Dornbirn und emigrierte am 16. Mai 1817 über Basel und Amsterdam an Bord der „John of Baltimore“ in die USA. Er landete am 28. Juli 1817 im Hafen von Philadelphia und ließ sich dort nieder, eröffnete ein Atelier in der South Front Street 131 und wurde für fast ein Jahrzehnt ein angesehener Porträtmaler und Zeichenlehrer.
Wegen Verleumdungen verließ Drexel am 15. Mai 1826 die USA und besuchte längere Zeit Südamerika (z. B. Ecuador, Peru und Chile – in Valparaíso hatte er 1826 ein Studio) und fertigte eine Vielzahl von Porträts bekannter Persönlichkeiten an, darunter auch von General Simon Bolivar oder Bernardo O’Higgins. Er ging nach Zwischenaufenthalten in Philadelphia (1830 bis 1835) noch zweimal nach Südamerika und auch nach Mexiko und Mittelamerika.
Er ließ sich dann mit 46 Jahren in Philadelphia nieder und gründete 1837 ein Maklergeschäft in Louisville (Kentucky) und am 1. Januar 1838 das spätere Bankhaus Drexel & Company in Philadelphia, das sich zu einem der größten Bankinstitute der USA entwickelte. Das Bankhaus galt von der Geschäftsstrategie als sehr seriös und konservativ. 1850 zog Drexel im Zuge des Kalifornischen Goldrauschs nach San Francisco und gründete die Firma Drexel, Sather & Church. In Kalifornien blieb er bis 1857. Seine drei Söhne setzten das Bankgeschäft des Vaters fort. Die Pariser Firma Drexel, Harjes & Co. wurde im Jahre 1868 gegründet und die New Yorker Drexel, Morgan & Co. 1871 zusammen mit John Pierpont Morgan (1895 J. P. Morgan & Company).
Er starb bei einem Eisenbahnunfall.

## Familie
Er heiratete am 23. April 1821 Catherine Hookey (6. April 1795 – 21. September 1870). Der Ehe entstammen folgende Kinder:
- Mary Johanna Drexel (1822–1873),
- Francis Anthony Drexel (20. Juni 1824–15. Februar 1885, Vater der heiligen Katharine Maria Drexel),
- Anthony Joseph Drexel (13. September 1826–1893, welcher die Drexel University (Drexel Industrial Institute) gegründet hat), Nachfolger seines Vaters im Unternehmen, seit 1847 Teilhaber.
- Joseph William Drexel (24. Januar 1833–1888), Vertreter des väterlichen Unternehmens in Deutschland, seit 1867 Teilhaber des Bankhauses D., Harjes & Company in Paris, Mitgründer der Garfield National Bank und Direktor von zehn weiteren US-amerikanischen Banken, Präsident der Philharmonic Society in New York und Direktor des Metropolitan Museum of Art.
- Heloise Drexel (1837–1895),
- Caroline „Carrie“ Drexel (1838–1911)